# The Conscience of Hassan Bey
The Conscience of Hassan Bey é um filme mudo de 1913, do gênero dramático em curta-metragem estadunidense, dirigido por D. W. Griffith e Christy Cabanne.

## Elenco
- William A. Carroll
- Lillian Gish